# 特里斯特拉姆·亨特
特里斯特拉姆·亨特（英語：Tristram Hunt，1974年5月31日—）是英國工黨的一位政治人物。2010年，他在中特倫特河畔斯托克選區當選，成為英國下議院議員。他也是瑪麗王后學院的歷史學教授，並且為衛報和觀察家報執筆。在2010年至2015年期間，他曾在工黨的影子內閣擔任教育大臣。

## 作品
- 《穿着礼服的共产主义者：弗里德里希·恩格斯的革命人生》